# 1966年アジア競技大会におけるバスケットボール競技
1966年アジア競技大会におけるバスケットボール競技（1966ねんアジアきょうぎたいかいにおけるバスケットボールきょうぎ）は、12月9日から19日まで男子のみ開催された。

## 最終結果
| 順位 | 国         |
| ---- | ---------- |
| 金   | イスラエル |
| 銀   | タイ       |
| 銅   | 韓国       |
| 4    | 日本       |
| 5    | 中華民国   |
| 6    | フィリピン |
| 7    | イラン     |
| 8    | マレーシア |
| 9    | ベトナム   |
| 10   | スリランカ |
| 11   | ビルマ     |